# 동홍천 나들목
동홍천 나들목(E.Hongcheon IC)은 강원특별자치도 홍천군 화촌면 외삼포리와 내삼포리에 걸쳐 설치된 서울양양고속도로의 9번 교차로이다. 나들목 진출입로 및 요금소는 화촌면 성산리와 접하고 있다. 2009년 10월 30일 개통되었으며, 화촌면, 두촌면, 홍천읍내 및 인제군 방면으로 진출할 수 있다.

## 연혁
- 2006년 1월 6일 : 나들목 신설을 위해 홍천군 도시계획시설 교통광장에 홍천군 화촌면 외삼포리, 내삼포리, 성산리 일원을 동홍천 나들목으로 고시[1]
- 2009년 10월 30일 : 서울양양고속도로 춘천 ~ 동홍천 구간 개통에 따라 영업 개시[2]
- 2017년 6월 30일 : 서울양양고속도로 동홍천 ~ 양양 구간 개통에 따라 잔여 램프 개통[3]

## 구조물 정보
- 위치: 강원특별자치도 홍천군 화촌면 외삼포리, 내삼포리
- 영업소: 강원특별자치도 홍천군 화촌면 성산로44번길 6-17

## 접속하는 도로
- 국도 제44호선 (설악로)
- 간접 연결 : 국도 제56호선 (가락재로, 구룡령로, 구성포 교차로 이용)

## 교통량 정보
| 요금소          | 통행량 (대/일) | 통행량 (대/일) | 통행량 (대/일) | 통행량 (대/일) | 통행량 (대/일) | 통행량 (대/일) | 통행량 (대/일) | 통행량 (대/일) | 통행량 (대/일) | 통행량 (대/일) | 각주  |
| 요금소          | 2009년         | 2010년         | 2011년         | 2012년         | 2013년         | 2014년         | 2015년         | 2016년         | 2017년         | 2018년         | 각주  |
| --------------- | -------------- | -------------- | -------------- | -------------- | -------------- | -------------- | -------------- | -------------- | -------------- | -------------- | ----- |
| 동홍천 (폐쇄식) | 4,467          | 6,299          | 7,121          | 7,540          | 7,805          | 8,104          | 8,799          | 9,527          | 7,767          | 5,882          | [ 4 ] |
| 요금소          | 2019년         |                |                |                |                |                |                |                |                |                | [ 4 ] |
| 동홍천 (폐쇄식) | 6,161          |                |                |                |                |                |                |                |                |                | [ 4 ] |